# 伊凡·林斯

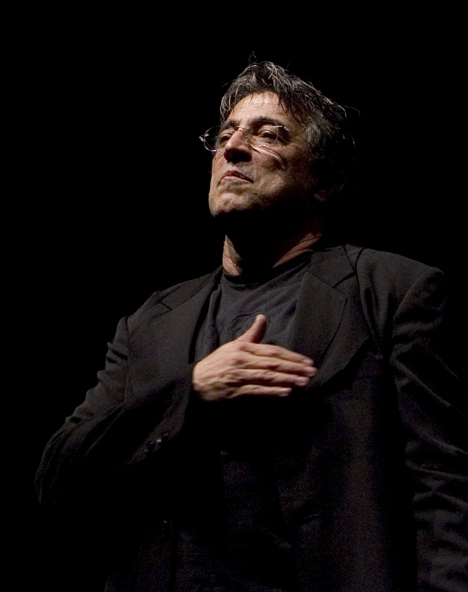
伊凡·林斯（2007年10月）

伊凡·吉马良斯·林斯（Ivan Guimarães Lins；1945年6月16日—）是一位拉丁格莱美奖得主、巴西音乐家。30多年以来，他一直是一位活跃的演奏者，巴西流行音乐和爵士乐作曲家。他第一个成功的作品“Madalena”由伊莉丝·里加纳在1970年录制。除了他在创作上的优秀表现，林斯也是一个著名的受人尊敬的演绎者。1989年他的“爱之舞”是音乐历史上被反复录制次数最多的歌曲之一。
他精选专辑和新专辑出现的频率都相当的高，林斯作为作曲家的重要性可见一斑。他的爵士乐经典已经被许多著名的国际艺术家采用，包括：萨拉·沃恩、艾拉·费兹洁拉、芭芭拉·史翠珊、昆西·琼斯、乔治·本森、曼哈顿转运站合唱团，黛安·索尔、卡门·麦克雷、南希·威尔逊、艾莲·艾莉亚、佩蒂·奥斯丁、史汀、图茨·蒂勒曼斯、Take 6、李·雷特诺、大卫·班诺特、Carlos do Carmo、马克·墨菲、戴夫·格鲁辛、Sérgio Mendes、麦可·布雷、珍·梦海和雪莉·荷恩，以及无数的其他人。

## 生活
伊凡·林斯出生于里约热内卢。他在马萨诸塞州波士顿度过了几年，當時他的父亲是一位海军工程师，曾經在里约的军事学院學習，毕业后在麻省理工学院深造。伊凡·林斯后来获得了里约热内卢联邦大学的工业化学工程学位。在伊凡·林斯发现自己有相当大的音乐天赋之前，他本打算从事排球职业。伊凡·林斯目前居住在巴西里约热内卢。

## 工作
伊凡·林斯定期发布专辑，并且有些成为了经典，如“爱之舞”、“Começar de Novo”（「从头再来」，英文抒情版标题是“岛”，由艾伦和玛丽莲伯格曼作词）和“Velas Içadas”，这些歌曲后来都被收录到了美国爵士乐词典。在1990年代早期，他也为Reprise Records 和华纳兄弟唱片公司录制过英语专辑。
八十年代中期，林斯与戴夫·格鲁辛和李·莱特诺录制了一个名为“丑角”的爵士乐融合专辑，这是一次重大的商业成功。林斯也曾为巴西电影Dois Córregos配乐。
林斯与比托尔·马丁斯是长期的创作伙伴，他们的歌曲通常特征是浓郁的和谐感，同时伴随着独特的爵士感。
伊凡林斯作为嘉宾参与了荷兰艺术家约瑟·科宁的专辑Dois Mundos（1998年）和Recorded in Rio（2003年）。他还参与了艺术家麦可·布雷的专辑“真情失控”（2007年），并且和歌手/作曲家宝拉·寇尔合作了她2007年的CD“勇气”（宝拉·寇尔专辑），共同演绎歌曲“Hard to be Soft”。伊万·林斯作为嘉宾出现在美国艺术家珍·梦海的专辑Surrender（2007年）中，其中包括作品Rio de Maio。
爵士乐记者和音乐评论家大卫·阿德勒报道了林斯2000年10月的卡内基音乐厅演唱会，并向他致敬。事件对应名为“恋爱的事”的致敬专辑，由泰拉克唱片公司发行。来自不同流派的表演者参与庆祝这个男人和他的音乐录音，并且是在一个世界级的表演大厅，这在任何一个音乐家的历史上都是一个显著的成就。
林斯保持着积极的巡演计划，包括2003年在纽约蓝调之音演出。2008年5月，他回到纽约，在林肯中心爵士乐社和罗莎芭苏丝一起演奏。
在巴西伊凡·林斯是一个政治艺术家和天王巨星。

## 获得奖项
2005年，他凭借Cantando Histórias赢得了两个拉丁格莱美奖；年度最佳专辑和最佳MPB专辑。他成为第一个赢得拉丁格莱美年度最佳专辑的巴西艺术家和葡萄牙语艺术家。此前没有其他巴西艺术家或者葡萄牙语艺术家赢得这个奖项。
2009年，伊凡林斯凭借他和都市酒店乐团（the Metropole Orchestra）一起演奏的新专辑Regência: Vince Mendoza被提名了三个拉丁格莱美奖。最终，被提名为年度最佳唱片（“Arlequim Desconhecido”）和年度最佳专辑，赢得了最佳MPB专辑奖。

## 录音作品目录
- Agora (1970年)
- Deixa O Trem Seguir (1971年)
- Quem Sou Eu (1972年)
- Modo Livre (1974年)
- Chama Acesa (1975年)
- Somos Todos Iguais Nesta Noite (1977年)
- 华丽摇滚 (1977年)
- Nos Dias de Hoje (1978年)
- A Noite (1979年)
- Novo Tempo (1980年)
- Daquilo Que Eu Sei (1981年)
- Depois dos Temporais (1983年)
- 试验摇滚 (1984年)
- 伊凡林斯 (1986年)
- Mãos (1987年)
- 爱之舞 (1988年)
- Amar Assim (1989年)
- Awa Yiô (1991年)
- A Doce Presença de Ivan Lins (1994年)
- Anjo de Mim (1995年)
- 我不孤独 (1996年)
- Acervo Especial，第二卷 (1997年)
- Ivan Lins/Chucho Valdés/Irakere/Ao Vivo (1996年)
- Viva Noel: Tributo a Noel Rosa Vols. 1，2 (1997年)
- Live at MCG (1999年)
- Dois Córregos (1999年)
- Um Novo Tempo (1998年)
- A Cor Do Pôr-Do-Sol (2000年)
- Jobiniando (2001年)
- 爱情歌曲 - A Quem Me Faz Feliz (2002年)
- I Love Mpb - Amor (2004年)
- Cantando Histórias (2004年)
- Acariocando (2006年)
- Saudades de Casa (2007年)
- Regência: Vince Mendoza (2009年)
- 你要相信我说的话 (2014年)